# Гершфельд Григорій Ісаакович
Григо́рій Ісаа́кович Ге́ршфельд (* 29 грудня 1883, Вінниця, Подільська губернія — † 8 жовтня 1962, Кишинів) — молдавський, російський та український композитор, педагог і скрипаль.

## Життєпис
Походить з спадкової клезмерської родини. Протягом 1901—1904 років навчався в Одеському музичному училищі по класу скрипки. В 1904—1907 роках продовжив навчання у Київському музичному училищі.
У 1907—1916 роках працював викладачем скрипкової майстерності в училищі у Бобринці Єлисаветградського повіту Херсонської губернії; протягом 1918—1923 — в бобринецькій чоловічії гімназії (згодом школі).
1923 року починає працювати викладачем у музичних школах Бердичева — по класу скрипки, з 1937 року — в Тирасполі.
В часі нацистсько-радянської війни — в евакуації у Намангані, 1944 переїздить до Кишинева, викладає в відновлюваній його сином Давидом Гершфельдом консерваторії — працює доцентом по класу альта, домри та скрипки.
До 1953 року одночасно викладав та був завідувачем навчальної частини в кишинівській музичній школі-десятирічці ім. Е. Коки.
Серед його учнів — засновник ансамблю «Флуєраш» Сергій Лункевич.

## Є автором таких творів
- 1912 — «Варіації» для скрипки в супроводі фортепіано,
- 1914 — струнний квартет «Пісня без слів»,
- 1923 — «Червона кавалерія», увертюра для духового оркестра,
- 1931 — Квартет для духового оркестру,
- 1945 — «Концертний етюд»,
- 1947 — «Фантазія» для скрипки з оркестром,
- «Етюди для початківців у всіх позиціях» — для скрипки,
- 1951 — п'єса для віолончелі в супроводі фортепіано,
- марші.

Його внук, Гершфельд Альфред — диригент і композитор, головний диригент Молдавського театру опери та балету, засновник Молдавського національного камерного оркестру, професор диригентського мистецтва в Маямі.

## Джерело
- Гершфельд Григорій (рос.)